# Tylopsis lilifolia
Tylopsis lilifolia (Fabricius, 1793) è una specie di cavalletta appartenente alla famiglia Tettigoniidae (sottofamiglia Phaneropterinae).

## Descrizione
I maschi adulti crescono fino a 13–22 millimetri (0,51–0,87 in) di lunghezza, mentre le femmine arrivano a 16–23 millimetri (0,63–0,91 in)..
Questa specie presenta due fenotipi per la colorazione del corpo. Quella di base varia da un verde oliva o pallido fino a un marroncino con bande giallastre longitudinali lungo la schiena. La testa, le zampe e le ali sono verdi. Le zampe sono lunghe e sottili, con piccoli aculei. Le antenne sono molto lunghe e possono essere fino a cinque volte più lunghe del corpo. L'ovopositore è lungo 4–5 millimetri (0,16–0,20 in) e curvato all'insù. Nelle pianure asciutte è più comune il fenotipo marrone.

## Distribuzione e habitat
Questa specie è presente nella maggior parte dell'Europa, dove è diffusa soprattutto nella regione mediterranea. Può essere osservata anche in Nord Africa, nel Vicino Oriente, in Iran e nel Caucaso. Vive principalmente nei prati soleggiati, tra gli arbusti e nelle radure dei boschi.
Gli adulti possono essere osservati generalmente da agosto a ottobre.